# Hounet
Hounet (em árabe: هونت) é uma comuna localizada na província de Saïda, Argélia. De acordo com o censo de 2008, a população total da cidade era de 4 765 habitantes.